# Касаткіна Людмила Іванівна
Людмила Іванівна Касаткіна (15 травня 1925, Смоленська губернія, РРФСР-22 лютого 2012, Москва, Росія)  — радянська та російська актриса театру і кіно, артистка Центрального академічного театру Радянської армії, народна артистка СРСР (1975), лауреатка Державної премії РСФСР імені братів Васильєвих, премії Ленінського комсомолу, професорка Російської академії театрального мистецтва.

## Сім'я
- Батько — Касаткін Іван Олексійович (1902–1981)
- Мати — Касаткіна Варвара Миколаївна (1903–1983)
- Чоловік — Сергій Миколайович Колосов (1921–2012) — кінорежисер, народний артист СРСР[2].
- Син — Олексій Сергійович Колосов (1958) — джазмен.
- Онуки: Людмила (1984) і Анна (2001).

## Фільмографія
| Рік  | Українська назва                      | Оригінальна назва                     | роль                                 |
| ---- | ------------------------------------- | ------------------------------------- | ------------------------------------ |
| 1954 | Приборкувачка тигрів                  | Укротительница тигров                 | Олена Воронцова                      |
| 1956 | Медовий місяць                        | Медовый месяц                         | Люда Одінцова                        |
| 1958 | По той бік                            | По ту сторону                         | Варя                                 |
| 1960 | Помста (короткометражний)             | Месть                                 | Поліна Григорівна                    |
| 1960 | Хліб і троянди                        | Хлеб и розы                           | Ліза                                 |
| 1961 | Приборкання норовливої                | Укрощение строптивой                  | Катарина                             |
| 1964 | Викликаємо вогонь на себе             | Вызываем огонь на себя                | Анна Морозова                        |
| 1966 | Душечка                               | Душечка                               | Ольга Семеновна Племянникова         |
| 1967 | Операція «Трест»ru                    | Операция «Трест»                      | Терористка Марія Захарченко          |
| 1967 | Північно-західніше Берліна            | Северо-западнее Берлина               |                                      |
| 1970 | Соло (короткометражний)               | Соло                                  | Ізюміна                              |
| 1972 | Велика перерва                        | Большая перемена                      | Катерина Семенівна, директор школи   |
| 1972 | Гросмейстер                           | Гроссмейстер                          |                                      |
| 1972 | Свеаборг                              | Свеаборг                              |                                      |
| 1974 | Пам'ятай ім'я своє                    | Помни имя свое                        | Зіна Воробйова                       |
| 1975 | Під дахами Монмартра                  | Под крышами Монмартра                 | Мадам Арно                           |
| 1977 | Діалог                                | Диалог                                |                                      |
| 1982 | Мати Марія                            | Мать Мария                            | Єлизавета Юр'ївна Кузьміна-Караваєва |
| 1982 | Принцеса цирку                        | Принцесса цирка                       | мати Тоні                            |
| 1985 | Дороги Анни Фірлінг                   | Дороги Анны Фирлинг                   | Анна Фірлінг — мама Кураж            |
| 1988 | Радощі земні                          | Радости земные                        | Наталія Лемехова                     |
| 1992 | Маклер                                | Маклер                                |                                      |
| 1993 | РозколРозкол (телесеріал)             | Раскол                                | Олександра Калмикова                 |
| 1998 | Суддя у пастці                        | Судья в ловушке                       | Місіс Скуїзем                        |
| 2001 | Отрути, або Всесвітня історія отруєнь | Яды, или Всемирная история отравлений | теща Олега                           |
| 2003 | Шукаю наречену без приданого          | Ищу невесту без приданого             | Віра Петрівна                        |
| 2006 | Матір                                 | Мати                                  |                                      |
| 2006 | Загублені у раю                       | Потерянные в раю                      | Марія Бове                           |

Крім цього, озвучувала мультфільми - зокрема, її голосом говорять пантера Багіра у пʼятисерійному "Мауглі" (1967-1971), Падчерка у "Дванадцяти місяцях" та Служниця в "Останній нареченій Змія Горинича".